# Mladi upi (roman)
Mladi upi je družbeni roman, ki ga je napisala slovenska pisateljica Marinka Fritz Kunc. Roman je izšel leta 2015, pri založbi Mladika. Spremno besedo je napisal Samo Rugelj.
Roman Mladi upi govori o skupini mladostnikov, ki zaključujejo ali pa so že zaključili študij, ter se sedaj podajajo v svet odraslosti. 

## Vsebina
Glavna junakinja Bilka je tik pred zaključkom magisterija iz Mednarodnega poslovanja na Ekonomski fakulteti. Je pametna in simpatična dekle, ki aktivno išče zaposlitev na svojem področju. Končno se ji nasmeh sreča ter ji po opravljenem razgovoru obljubijo službo. Bilka in njena druščina redno zahajajo v lokalno picerijo, katere lastnik je gospod Garcia, ki jih je poimenoval mladi upi. Podobno kot ona se tudi njeni dolgoletni prijatelji (Zoja, Alma, Arne, Gaber, Oton) soočajo s kruto resničnostjo v svetu odraslih. Vsak od njih pa prihaja iz drugačnega ozadja in so tako izpostavljeni različnim oviram. Med tem, ko Bilka čaka pošto z uradno potrditvijo sklepa o zaposlitvi, pa doma pri starših ne dobi ravno podpore, ki jo pričakuje. Starša sta veliko bolj seznanjena s stanjem iskanja zaposlitve v državi, ter jo zato podpirata za študij v tujini. Kljub temu Bilka optimistično pričakuje pošto. Ko se pa začne zavedati, da pošte ne bo, pristane na trdih tleh. Začne se spraševati, kaj je bil smisel vseh teh let na fakulteti. Ker pa je že po naravi optimistično dekle, hitro dvigne glavo in si najde novo pot. Začasno se zaposli v kuhinji picerije, ki jo s prijatelji obiskuje že od srednje šole. Na novem delovnem mestu se zelo dobro ujame ter tudi hitro uči, prav tako pa je lahko blizu svojemu mentorju g. Garcii. Bilka znova najde srečo v življenju. To ji predstavlja svobodo, ki jo je tako dolgo iskala. Preseli se v majhno enosobno stanovanje, kjer dokonča magistrsko nalogo ter jo tudi uspešno zagovarja. Zaradi zdravstvenih težav g. Garcie, Bilka kmalu prevzame in postane lastnica picerije. 